# Zornia gardneriana
Zornia gardneriana är en ärtväxtart som beskrevs av Stefano Moricand. Zornia gardneriana ingår i släktet Zornia och familjen ärtväxter. Inga underarter finns listade i Catalogue of Life.